# 나는 왜 기독교인이 아닌가

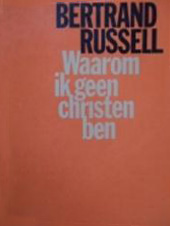
‘나는 왜 기독교인이 아닌가’의 표지

《나는 왜 기독교인이 아닌가》(Why I Am Not a Christian)는 영국의 철학자 버트런드 러셀의 기독교 비평서이다.

## 기독교 비평
그는 책에서 다음처럼 말했다.
| “ | "생각건대, 종교는 인간의 두려움에 기반을 두고 있습니다. 종교는 부분적으로는 잘 모르는 것에 대한 무서움이고 다른 한편으로는 나의 곤경과 분쟁에 있어 내 편을 들어줄 든든한 형의 존재를 바라는 소망입니다. 좋은 세계는 지식, 온정, 용기가 필요하지, 과거에 대한 애석한 동경이나 아주 오래전 무지한 사람들에 의한 자유로운 지성의 구속을 필요로 하는 것이 아닙니다." | ” |

원문은 다음과 같다.
| “ | Religion is based, I think, primarily and mainly upon fear. It is partly the terror of the unknown and partly, as I have said, the wish to feel that you have a kind of elder brother who will stand by you in all your troubles and disputes....A good world needs knowledge, kindliness, and courage; it does not need a regretful hankering after the past or a fettering of the free intelligence by the words uttered long ago by ignorant men | ” |

## 목차
저자 서문
1. 나는 왜 기독교인이 아닌가
2. 종교는 문명에 공헌하였는가
3. 나는 이렇게 믿는다
4. 인간은 죽은 뒤에도 존재하는가
5. 보이다니요, 마마? 실로 그러합니다.(Seems, Madam? Nay, it is.) : 이 표현은 『햄릿』에 나오는 문장으로, 거트루드가 "(그렇게) 보인다."라고 말하자 그런 듯 '보이'는 것이 아니라 정말 '그러하다'라고 반박하는 대사이다. 그런데 국내의 번역본에서는 "마담, 그럴까요? 아니, 그렇지 않을 겁니다."라고 잘못 옮겨졌다.
6. 가톨릭과 개신교의 회의론자들에 대하여
7. 중세의 생활
8. 토마스 페인의 운명
9. 고상한 사람들
10. 새로운 세대
11. 우리의 성 윤리
12. 자유와 대학
13. 하나님은 존재하는가
14. 종교는 우리들의 문제를 해결할 수 있는가
15. 종교와 도덕